# Al-Kulainī
Al-Kulainī (arabisch الكليني al-Kulaini; geboren wahrscheinlich 879; gestorben 941) war ein schiitischer Gelehrter, Fiqh- und Hadithkundiger der Zwölfer-Schiiten (Imamiten). Er war eine Führungspersönlichkeit der Schiiten unter dem amtierenden Abbasiden-Kalifen al-Muqtadir. Mit vollem Namen hieß er Abū Ǧaʿfar Muḥammad b. Yaʿqūb b. Isḥāq al-Kulainī ar-Rāzī. Eine Variante seiner Nisba lautet al-Kulīnī.
Über al-Kulainīs Leben ist nur wenig bekannt. Er wurde in einem Dorf namens Kolēn ca. 40 km südöstlich von Ray geboren. Sein Vater Yaʿqūb b. Isḥāq war einer der führenden Gelehrten in Ghom. Nach imamitischer Überlieferung studierte al-Kulainī lange Zeit in Ghom und wechselte zwischen 913 und 923 nach Bagdad. Hier ließ er sich auf dem Westufer des Tigris im Darb as-Silsila nahe dem Kufa-Tor Bagdads nieder. Hier vollendete er auch sein Lebenswerk, das Kitāb al-Kāfī.

## Kitāb al-Kāfī
Al-Kulainī war der Kompilator der berühmten schiitischen Hadīth-Sammlung Kitāb al-Kāfī (الكافي al-Kāfī ‚das Genügende‘) der Zwölfer-Schiiten, des wichtigsten und wertvollsten Buches der al-kutub al-arbaʿa  – der vier wichtigsten Hadithwerke der Schiiten – das den Schiiten neben dem Koran als wichtiger Ratgeber dient.
Al-Kulainī lebte in der Zeit der Kleinen Verborgenheit des Imams der Zeit (Imam Mahdi). Als dieser nicht mehr den Gläubigen zugänglich war, sammelte er die Überlieferungen des Propheten Mohammed und der „Unfehlbaren Imame“ (siehe auch Ahl-ul-Bait & Vierzehn Unfehlbare), er arbeitete zwanzig oder dreißig Jahre an diesem Werk. Es besteht aus fünf Bänden und enthält 16.199 Hadithe. Verschiedene Exemplare sind erhalten.

## Zitat al-Kulainīs
„Dem Imam obliegen die Leitung des Gebets, die Erhebung der Armensteuer, die Regelung des Fastens [im Ramadân], die Wallfahrt (haddsch), der Dschihâd, das Haushalten mit dem Gemeindeeigentum (fai’) und den Almosen, die Vollstreckung der [im Koran vorgeschriebenen] Leibesstrafen (hudûd), das Fällen von Urteilen und die Verteidigung der Grenzen.“

## Werke
- Kitāb al-Kāfi
- Kitāb ar-Ridschāl (Über Personen als Statthalter der Überlieferung)
- ar-Radd ʿalā 'l-Qarāmiṭa (Widerlegung der Karmaten)
- Rasāʾil al-aʾimma (Briefe der Imame)
- Kitāb taʿbīr ar-ruʾyā

Von diesen Werken ist nur noch das Kitāb al-Kāfi erhalten.